# James Service
James Service (27 novembre 1823 - 13 avril 1899) est un homme politique australien qui fut le 12e premier ministre du Victoria. Service est né à Kilwinning, dans le Ayrshire, en Écosse et jeune homme travailla dans une entreprise d'importation de thé de Glasgow. En 1853, il arriva à Melbourne en tant que représentant de sa compagnie et, l'année suivante, se lança en affaires à son propre compte en créant James Service and Company, importateurs et marchands de gros, qui devint une société importante et prospère toujours en activité de nombreuses années après sa mort. Il fut membre fondateur du conseil municipal d'Emerald Hill (aujourd'hui Melbourne Sud) et est devenu un important banquier et courtier d'affaires. 
Service fut élu à l'Assemblée législative du Victoria comme député de Melbourne en 1857 et occupa ce poste jusqu'en 1859. Il représenta Ripon et Hampden de 1859 à 1862, Maldon de 1874 à 1881 et Castlemaine de 1883 à 1886. C'était un libéral modéré dans le contexte de la politique victorienne de l'époque, mais comme partisan du libre-échange, il vota de plus en plus du côté des conservateurs, étant donné que les libéraux les plus radicaux étaient protectionnistes. Il fut  nommé président du conseil de l'aménagement du territoire et des Travaux publics (Board of Land and Works) dans le gouvernement William Nicholson de 1859 à 1860 et ministre du budget au sein du gouvernement Kerferd de 1874 à 1875. Sa tentative de réduire les droits de douane dans le budget de 1875 conduisit à la chute du gouvernement Kerferd. 
Lorsque le gouvernement radical de Graham Berry tomba en mars 1880, Service forma un gouvernement minoritaire. En mai, Service admit qu'il ne pouvait pas continuer à gouverner et demanda au gouverneur, lord Normanby, une dissolution du Parlement qui lui fut accordée. Mais les élections n'améliorèrent pas la position de Service et, en août, il démissionna ce qui permit à Berry de revenir au pouvoir.